# Sebastian Virdung

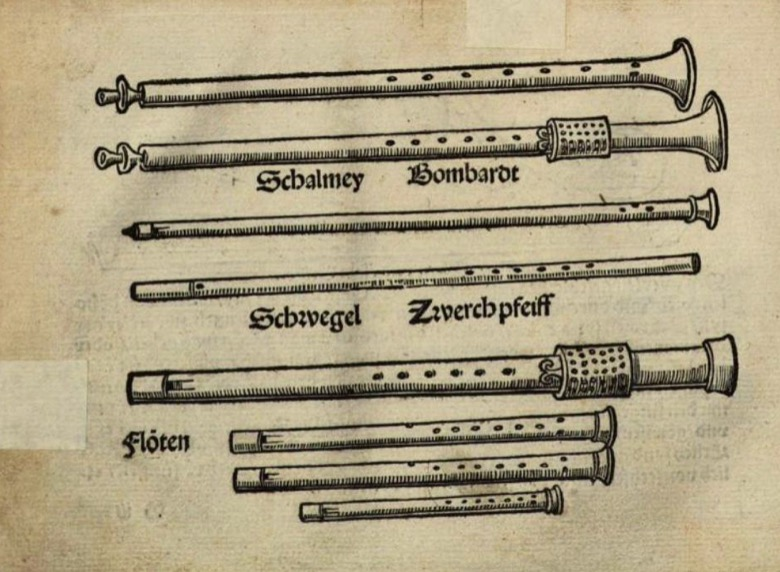
Ilustração de instrumento de sopros no tratado Musika getutscht de 1511

Sebastian Virdung (Alemanha c. 1465) foi um músico e estudioso de instrumentos musicais, associado ao grupo de compositores conhecidos como Coloristas. Sua formação incluiu estudos em Heidelberg sob a orientação de Johannes von Soest, na capela da corte ducal. Após sua ordenação, assumiu a posição de capelão na corte de Heidelberg, contribuindo como contralto masculino no coro até cerca de 1505/1506. Em torno de 1506, tornou-se cantor na capela da corte de Württemberg, localizada em Stuttgart. No ano seguinte, em janeiro de 1507, foi designado como um dos nove sucessores na Catedral de Constança, onde liderou a educação musical dos meninos do coro até ser dispensado em 1508, provavelmente devido ao seu temperamento difícil.
Publicou em 1511 o tratado Musica getuscht und ausgezogen .  Primeiro livro impresso conhecido sobre o assunto.  Explorou conceitos de teoria musical, contraponto e composição, embora nenhuma dessas explorações tenha sido preservada em suas obras impressas que chegaram até nós. As seções existentes de suas obras têm como base instrumentos musicais, apresentando ilustrações e destacando-se como a fonte impressa mais antiga sobre o tema. O segundo trabalho relevante é considerado "Musica instrumentalis deudsch" (1529) de Martin Agricola. Ambas as obras são significativas por suas ilustrações e desempenham um papel importante na história dos instrumentos musicais europeus. Virdung categoriza os instrumentos em famílias e também contribui para a notação musical.